# Hegezyp
Hegezyp (gr.  Ἡγήσιππος, Hêgếsippos 'dowódca konnicy' od ἡγέομαι 'kierować' i  ἵππος 'koń') – imię męskie. Wywodzi się od imienia św. Hegezypa żyjącego w II wieku.
Hegezyp imieniny obchodzi 7 kwietnia.